# Lycopus uniflorus
Lycopus uniflorus là một loài thực vật có hoa trong họ Hoa môi. Loài này được Michx. mô tả khoa học đầu tiên năm 1803.

## Hình ảnh

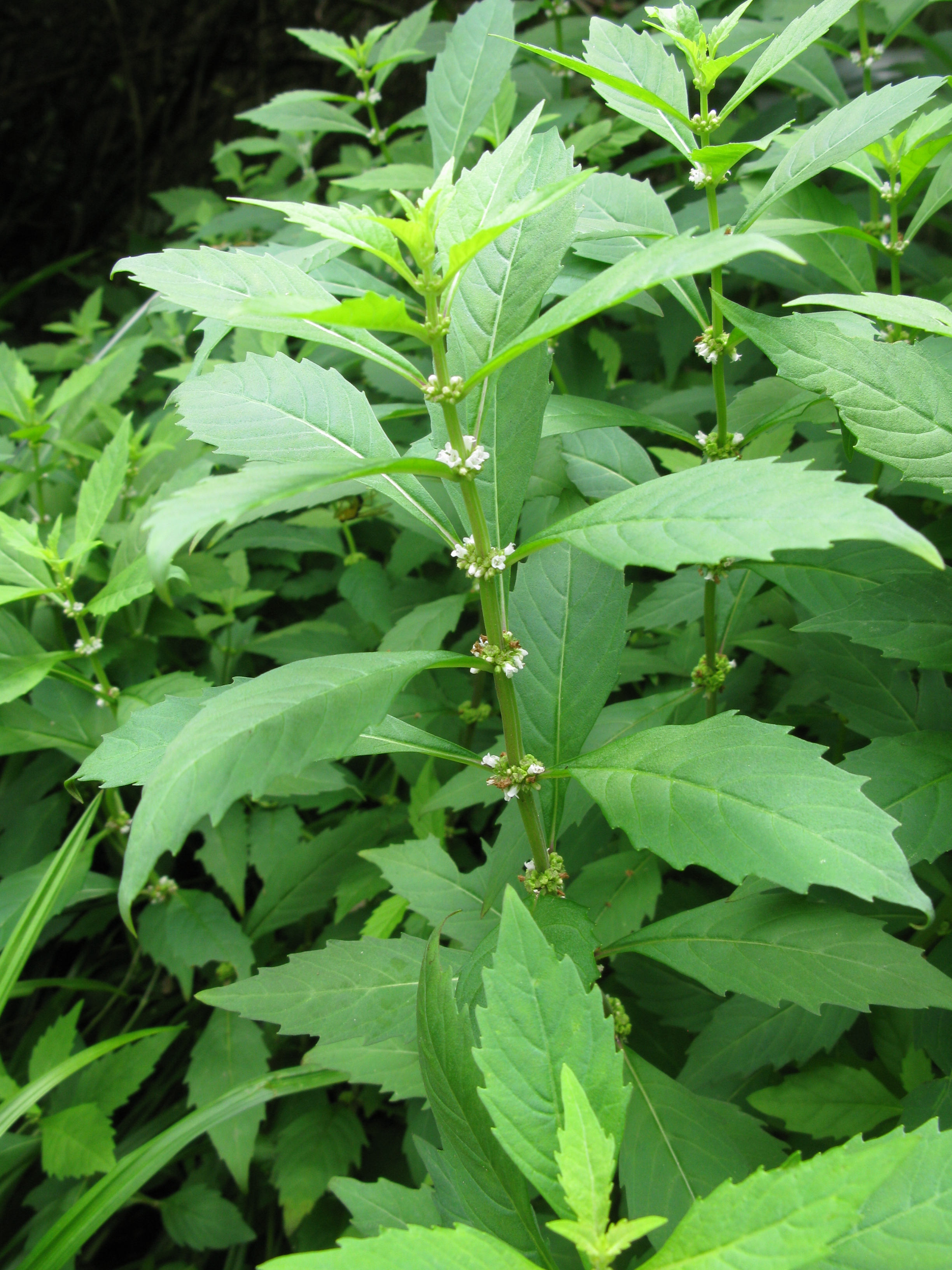
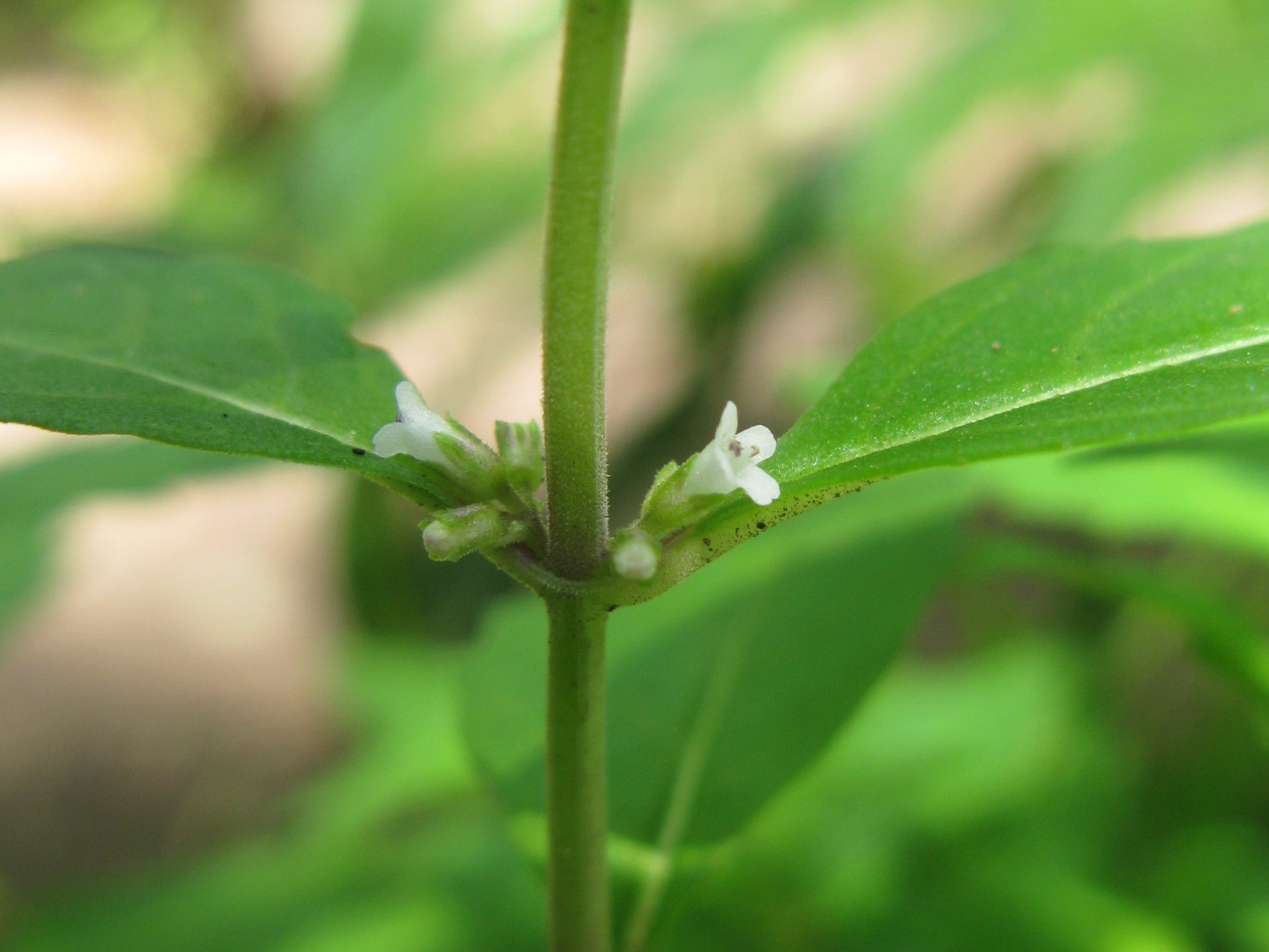
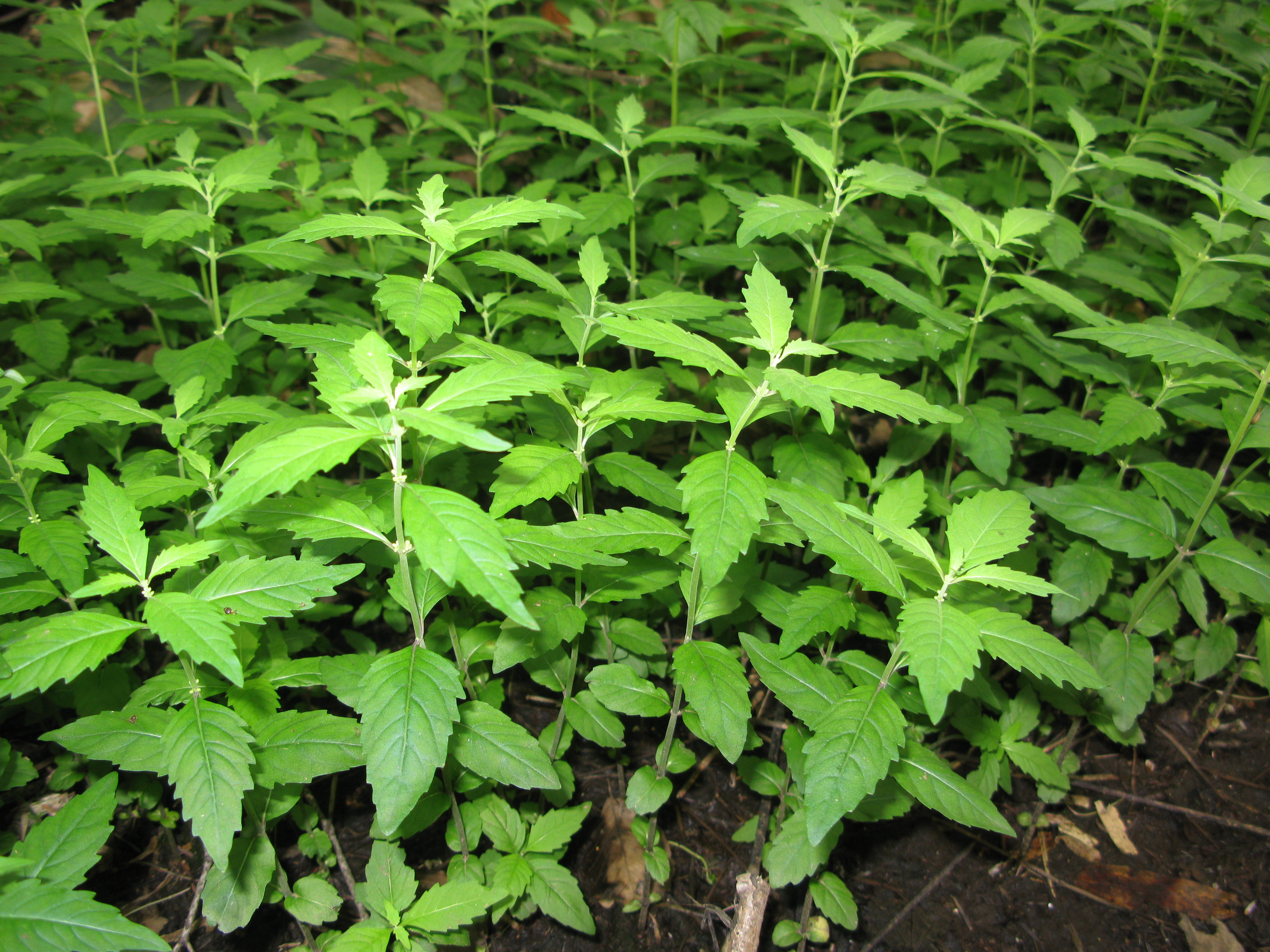
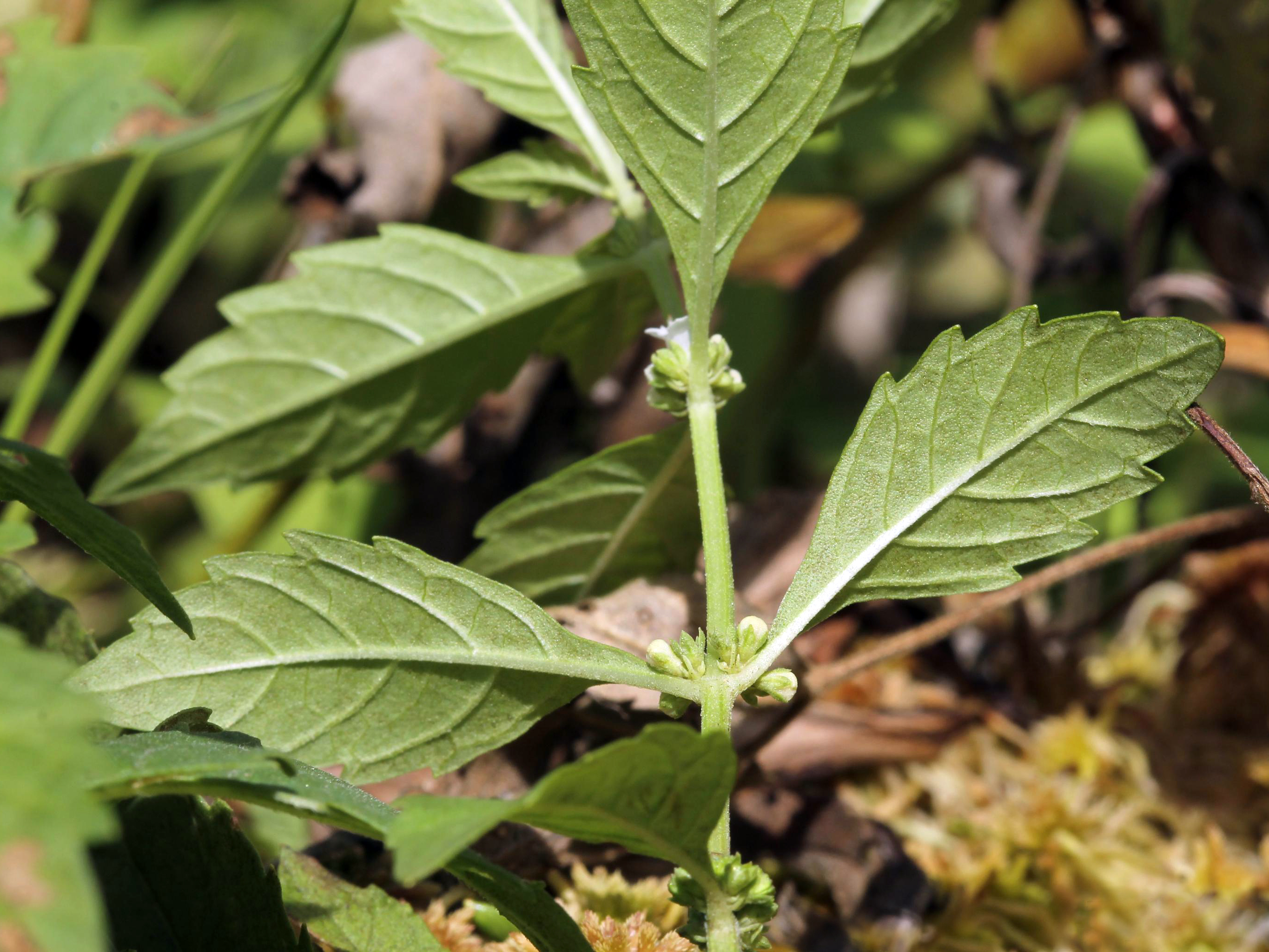